# Giancarlo Maldonado
Giancarlo Gregorio Maldonado Marrero (Caracas, 29 giugno 1982) è un ex calciatore venezuelano, di ruolo attaccante.

## Carriera
Figlio d'arte, il padre Carlos Maldonado è stato una colonna della nazionale venezuelana degli anni ottanta, deve il suo nome alla grande ammirazione del padre nei confronti di Antognoni.
Maldonado è un attaccante dall'ottimo senso del goal. Cresciuto all'estero, presso gli uruguaiani del River Plate di Montevideo, ove passa in prima squadra nel 2001, viene girato in prestito lo stesso anno ai venezuelani del Deportivo Táchira e quello dopo ai connazionali del Mineros de Guayana.
Nel 2003 viene acquistato dall'Unión Atlético Maracaibo, ove contribuisce alla conquista del titolo nella stagione 2004-05.

Con gli Azulgranas resta fino al 2006, quando passa ai Cileni dell'O'Higgins.
Nel luglio 2007 ha nuovamente cambiato squadra, passando ai messicani dell'Atlante. L'esordio nella Primera División messicana è avvenuto il 4 agosto a Tuxtla Gutiérrez, contro i locali Jaguares de Chiapas, e Maldonado è subito andato in goal al primo minuto del primo tempo (la gara è poi finita 1-1).
Dal 2003 è inoltre nel giro della nazionale venezuelana (esordio a Maracaibo il 20 agosto contro l'Estonia, battuta dai vinotintos 3-0). Nel 2007 ha partecipato alla 42ª edizione della Copa América, disputata proprio in Venezuela: nel torneo, conclusosi per la Vinotinto ai quarti di finale, Maldonado ha realizzato 1 goal (nel match d'esordio contro la Bolivia) in 4 partite.
Nell'estate 2009 passa allo Xerez, squadra neopromossa in Primera División spagnola.
Nel 2018 torna in Venezuela e firma un triennale col Deportivo Tarchia.
Il 21 maggio 2019, nell'ultima giornata di Primera Division contro l'Academia allenata da suo padre Carlos, segna un gol al 92' che estromette la squadra allenata da suo padre (successivamente esonerato) dall'accesso ai playoff nazionali.

## Statistiche

### Cronologia presenze e reti in nazionale
| Cronologia completa delle presenze e delle reti in nazionale ― Venezuela | Cronologia completa delle presenze e delle reti in nazionale ― Venezuela | Cronologia completa delle presenze e delle reti in nazionale ― Venezuela | Cronologia completa delle presenze e delle reti in nazionale ― Venezuela | Cronologia completa delle presenze e delle reti in nazionale ― Venezuela | Cronologia completa delle presenze e delle reti in nazionale ― Venezuela | Cronologia completa delle presenze e delle reti in nazionale ― Venezuela | Cronologia completa delle presenze e delle reti in nazionale ― Venezuela |
| Data                                                                     | Città                                                                    | In casa                                                                  | Risultato                                                                | Ospiti                                                                   | Competizione                                                             | Reti                                                                     | Note                                                                     |
| ------------------------------------------------------------------------ | ------------------------------------------------------------------------ | ------------------------------------------------------------------------ | ------------------------------------------------------------------------ | ------------------------------------------------------------------------ | ------------------------------------------------------------------------ | ------------------------------------------------------------------------ | ------------------------------------------------------------------------ |
| 20-8-2003                                                                | Maracaibo                                                                | Venezuela                                                                | 3 – 2                                                                    | Haiti                                                                    | Amichevole                                                               | -                                                                        | 46’                                                                      |
| 21-12-2004                                                               | Caracas                                                                  | Venezuela                                                                | 0 – 1                                                                    | Guatemala                                                                | Amichevole                                                               | -                                                                        | 67’                                                                      |
| 9-2-2005                                                                 | Maracaibo                                                                | Venezuela                                                                | 3 – 0                                                                    | Estonia                                                                  | Amichevole                                                               | 1                                                                        | 69’                                                                      |
| 26-3-2005                                                                | Maracaibo                                                                | Venezuela                                                                | 0 – 0                                                                    | Colombia                                                                 | Qual. Mondiali 2006                                                      | -                                                                        |                                                                          |
| 29-3-2005                                                                | La Paz                                                                   | Bolivia                                                                  | 3 – 1                                                                    | Venezuela                                                                | Qual. Mondiali 2006                                                      | 1                                                                        |                                                                          |
| 25-5-2005                                                                | Caracas                                                                  | Venezuela                                                                | 1 – 1                                                                    | Panama                                                                   | Amichevole                                                               | 1                                                                        | 46’                                                                      |
| 4-6-2005                                                                 | Maracaibo                                                                | Venezuela                                                                | 1 – 1                                                                    | Uruguay                                                                  | Qual. Mondiali 2006                                                      | 1                                                                        |                                                                          |
| 18-8-2005                                                                | Guayaquil                                                                | Ecuador                                                                  | 3 – 1                                                                    | Venezuela                                                                | Amichevole                                                               | -                                                                        | 46’                                                                      |
| 3-9-2005                                                                 | Maracaibo                                                                | Venezuela                                                                | 4 – 1                                                                    | Perù                                                                     | Amichevole                                                               | 1                                                                        | 72’                                                                      |
| 8-10-2005                                                                | Maracaibo                                                                | Venezuela                                                                | 0 – 1                                                                    | Paraguay                                                                 | Qual. Mondiali 2006                                                      | -                                                                        | 74’                                                                      |
| 11-10-2005                                                               | Belém                                                                    | Brasile                                                                  | 3 – 0                                                                    | Venezuela                                                                | Qual. Mondiali 2006                                                      | -                                                                        | 70’                                                                      |
| 1-3-2006                                                                 | Maracaibo                                                                | Venezuela                                                                | 1 – 1                                                                    | Colombia                                                                 | Amichevole                                                               | -                                                                        |                                                                          |
| 5-5-2006                                                                 | Pasadena                                                                 | Messico                                                                  | 1 – 0                                                                    | Venezuela                                                                | Amichevole                                                               | -                                                                        | 68’                                                                      |
| 26-5-2006                                                                | Cleveland                                                                | Stati Uniti                                                              | 2 – 0                                                                    | Venezuela                                                                | Amichevole                                                               | -                                                                        | 57’                                                                      |
| 27-9-2006                                                                | Maracaibo                                                                | Venezuela                                                                | 1 – 0                                                                    | Uruguay                                                                  | Amichevole                                                               | -                                                                        |                                                                          |
| 18-10-2006                                                               | Montevideo                                                               | Uruguay                                                                  | 4 – 0                                                                    | Venezuela                                                                | Amichevole                                                               | -                                                                        |                                                                          |
| 15-11-2006                                                               | Caracas                                                                  | Venezuela                                                                | 2 – 1                                                                    | Guatemala                                                                | Amichevole                                                               | -                                                                        | 38’ 46’                                                                  |
| 7-2-2007                                                                 | Maracaibo                                                                | Venezuela                                                                | 0 – 1                                                                    | Cile                                                                     | Amichevole                                                               | -                                                                        | 70’                                                                      |
| 24-3-2007                                                                | Mérida                                                                   | Venezuela                                                                | 3 – 1                                                                    | Cuba                                                                     | Amichevole                                                               | -                                                                        | 52’                                                                      |
| 28-3-2007                                                                | Maracaibo                                                                | Venezuela                                                                | 5 – 0                                                                    | Nuova Zelanda                                                            | Amichevole                                                               | -                                                                        | 46’                                                                      |
| 1-6-2007                                                                 | Maracaibo                                                                | Venezuela                                                                | 2 – 2                                                                    | Canada                                                                   | Amichevole                                                               | 1                                                                        | 46’                                                                      |
| 26-6-2007                                                                | San Cristóbal                                                            | Venezuela                                                                | 2 – 2                                                                    | Bolivia                                                                  | Coppa America 2007 - 1º turno                                            | 1                                                                        | 78’                                                                      |
| 1-7-2007                                                                 | San Cristóbal                                                            | Venezuela                                                                | 2 – 0                                                                    | Perù                                                                     | Coppa America 2007 - 1º turno                                            | -                                                                        | 15’                                                                      |
| 4-7-2007                                                                 | Mérida                                                                   | Venezuela                                                                | 0 – 0                                                                    | Uruguay                                                                  | Coppa America 2007 - 1º turno                                            | -                                                                        | 57’                                                                      |
| 8-7-2007                                                                 | San Cristóbal                                                            | Venezuela                                                                | 1 – 4                                                                    | Uruguay                                                                  | Coppa America 2007 - Quarti di finale                                    | -                                                                        | 72’                                                                      |
| 8-9-2007                                                                 | Puerto Ordaz                                                             | Venezuela                                                                | 3 – 2                                                                    | Paraguay                                                                 | Amichevole                                                               | 1                                                                        | 87’                                                                      |
| 12-9-2007                                                                | Puerto La Cruz                                                           | Venezuela                                                                | 1 – 1                                                                    | Panama                                                                   | Amichevole                                                               | 1                                                                        |                                                                          |
| 14-10-2007                                                               | Quito                                                                    | Ecuador                                                                  | 0 – 1                                                                    | Venezuela                                                                | Qual. Mondiali 2010                                                      | -                                                                        |                                                                          |
| 17-10-2007                                                               | Maracaibo                                                                | Venezuela                                                                | 0 – 2                                                                    | Argentina                                                                | Qual. Mondiali 2010                                                      | -                                                                        | 45’                                                                      |
| 17-11-2007                                                               | Bogotà                                                                   | Colombia                                                                 | 1 – 0                                                                    | Venezuela                                                                | Qual. Mondiali 2010                                                      | -                                                                        | 57’                                                                      |
| 20-11-2007                                                               | San Cristóbal                                                            | Venezuela                                                                | 5 – 3                                                                    | Bolivia                                                                  | Qual. Mondiali 2010                                                      | 2                                                                        |                                                                          |
| 30-5-2008                                                                | Fort Lauderdale                                                          | Venezuela                                                                | 1 – 1                                                                    | Honduras                                                                 | Amichevole                                                               | 1                                                                        | 83’                                                                      |
| 6-6-2008                                                                 | Foxborough                                                               | Brasile                                                                  | 0 – 2                                                                    | Venezuela                                                                | Amichevole                                                               | 1                                                                        | 74’                                                                      |
| 9-6-2008                                                                 | Willemstad                                                               | Antille Olandesi                                                         | 0 – 1                                                                    | Venezuela                                                                | Amichevole                                                               | -                                                                        | 81’                                                                      |
| 14-6-2008                                                                | Montevideo                                                               | Uruguay                                                                  | 1 – 1                                                                    | Venezuela                                                                | Qual. Mondiali 2010                                                      | -                                                                        | 86’                                                                      |
| 19-6-2008                                                                | Puerto La Cruz                                                           | Venezuela                                                                | 2 – 3                                                                    | Cile                                                                     | Qual. Mondiali 2010                                                      | 1                                                                        |                                                                          |
| 20-8-2008                                                                | Puerto La Cruz                                                           | Venezuela                                                                | 4 – 1                                                                    | Siria                                                                    | Amichevole                                                               | 1                                                                        | 75’                                                                      |
| 6-9-2008                                                                 | Lima                                                                     | Perù                                                                     | 1 – 0                                                                    | Venezuela                                                                | Qual. Mondiali 2010                                                      | -                                                                        |                                                                          |
| 9-9-2008                                                                 | Asunción                                                                 | Paraguay                                                                 | 2 – 0                                                                    | Venezuela                                                                | Qual. Mondiali 2010                                                      | -                                                                        | 72’                                                                      |
| 12-10-2008                                                               | San Cristóbal                                                            | Venezuela                                                                | 0 – 4                                                                    | Brasile                                                                  | Qual. Mondiali 2010                                                      | -                                                                        |                                                                          |
| 15-10-2008                                                               | Puerto La Cruz                                                           | Venezuela                                                                | 3 – 1                                                                    | Ecuador                                                                  | Qual. Mondiali 2010                                                      | 1                                                                        | 73’                                                                      |
| 11-2-2009                                                                | Maturin                                                                  | Venezuela                                                                | 2 – 1                                                                    | Guatemala                                                                | Amichevole                                                               | 1                                                                        | 89’                                                                      |
| 28-3-2009                                                                | Buenos Aires                                                             | Argentina                                                                | 4 – 0                                                                    | Venezuela                                                                | Qual. Mondiali 2010                                                      | -                                                                        | 78’                                                                      |
| 31-3-2009                                                                | Puerto Ordaz                                                             | Venezuela                                                                | 2 – 0                                                                    | Colombia                                                                 | Qual. Mondiali 2010                                                      | -                                                                        | 73’                                                                      |
| 6-6-2009                                                                 | La Paz                                                                   | Bolivia                                                                  | 0 – 1                                                                    | Venezuela                                                                | Qual. Mondiali 2010                                                      | -                                                                        |                                                                          |
| 10-6-2009                                                                | Puerto Ordaz                                                             | Venezuela                                                                | 2 – 2                                                                    | Uruguay                                                                  | Qual. Mondiali 2010                                                      | 1                                                                        | 61’                                                                      |
| 24-6-2009                                                                | Atlanta                                                                  | Messico                                                                  | 4 – 0                                                                    | Venezuela                                                                | Amichevole                                                               | -                                                                        | 82’                                                                      |
| 12-8-2009                                                                | East Rutherford                                                          | Colombia                                                                 | 1 – 2                                                                    | Venezuela                                                                | Amichevole                                                               | -                                                                        | 68’                                                                      |
| 5-9-2009                                                                 | Santiago del Cile                                                        | Cile                                                                     | 2 – 2                                                                    | Venezuela                                                                | Qual. Mondiali 2010                                                      | 1                                                                        | 90+1’                                                                    |
| 10-10-2009                                                               | Puerto Ordaz                                                             | Venezuela                                                                | 1 – 2                                                                    | Paraguay                                                                 | Qual. Mondiali 2010                                                      | -                                                                        | 64’                                                                      |
| 14-10-2009                                                               | Campo Grande                                                             | Brasile                                                                  | 0 – 0                                                                    | Venezuela                                                                | Qual. Mondiali 2010                                                      | -                                                                        |                                                                          |
| 11-8-2010                                                                | Panama                                                                   | Panama                                                                   | 3 – 1                                                                    | Venezuela                                                                | Amichevole                                                               | -                                                                        | 69’                                                                      |
| 18-11-2010                                                               | Quito                                                                    | Ecuador                                                                  | 4 – 1                                                                    | Venezuela                                                                | Amichevole                                                               | 1                                                                        |                                                                          |
| 1-6-2011                                                                 | Città del Guatemala                                                      | Guatemala                                                                | 0 – 2                                                                    | Venezuela                                                                | Amichevole                                                               | -                                                                        | 86’                                                                      |
| 7-6-2011                                                                 | Puerto La Cruz                                                           | Venezuela                                                                | 0 – 3                                                                    | Spagna                                                                   | Amichevole                                                               | -                                                                        | 46’                                                                      |
| 3-7-2011                                                                 | La Plata                                                                 | Brasile                                                                  | 0 – 0                                                                    | Venezuela                                                                | Coppa America 2011 - 1º turno                                            | -                                                                        | 78’                                                                      |
| 9-7-2011                                                                 | Salta                                                                    | Venezuela                                                                | 1 – 0                                                                    | Ecuador                                                                  | Coppa America 2011 - 1º turno                                            | -                                                                        | 81’                                                                      |
| 13-7-2011                                                                | Salta                                                                    | Paraguay                                                                 | 3 – 3                                                                    | Venezuela                                                                | Coppa America 2011 - 1º turno                                            | -                                                                        | 76’ 78’                                                                  |
| 17-7-2011                                                                | San Juan                                                                 | Cile                                                                     | 1 – 2                                                                    | Venezuela                                                                | Coppa America 2011 - Quarti di finale                                    | -                                                                        | 64’                                                                      |
| 20-7-2011                                                                | Buenos Aires                                                             | Paraguay                                                                 | 0 – 0 dts (5 – 3 dtr)                                                    | Venezuela                                                                | Coppa America 2011 - Semifinale                                          | -                                                                        | 84’                                                                      |
| 23-7-2011                                                                | La Plata                                                                 | Perù                                                                     | 4 – 1                                                                    | Venezuela                                                                | Coppa America 2011 - Finale 3º posto                                     | -                                                                        | 86’                                                                      |
| 11-8-2011                                                                | Fort Lauderdale                                                          | Honduras                                                                 | 2 – 0                                                                    | Venezuela                                                                | Amichevole                                                               | -                                                                        | 79’                                                                      |
| 7-9-2011                                                                 | Caracas                                                                  | Venezuela                                                                | 2 – 1                                                                    | Guinea                                                                   | Amichevole                                                               | 2                                                                        |                                                                          |
| 7-10-2011                                                                | Quito                                                                    | Ecuador                                                                  | 2 – 0                                                                    | Venezuela                                                                | Qual. Mondiali 2014                                                      | -                                                                        | 72’                                                                      |
| 15-11-2011                                                               | San Cristóbal                                                            | Venezuela                                                                | 1 – 0                                                                    | Bolivia                                                                  | Qual. Mondiali 2014                                                      | -                                                                        | 77’                                                                      |
| Totale                                                                   |                                                                          | Presenze                                                                 | 65                                                                       |                                                                          | Reti (3º posto)                                                          | 22                                                                       |                                                                          |

## Palmarès

### Club

#### Competizioni nazionali
- Campionato venezuelano: 1

UA Maracaibo: 2004-2005